# Copa Constitució 2005-2006
La Copa Constitució 2005-2006 è stata la 14ª edizione della Coppa di Andorra di calcio, disputato tra il 22 gennaio ed il 13 maggio 2006. Il FC Santa Coloma ha vinto il trofeo per la sesta volta.

## Primo turno
Gli incontri si disputarono il 22 gennaio 2006.
| Squadra 1                 | Risultato | Squadra 2                |
| ------------------------- | --------- | ------------------------ |
| CE Principat B            | 0 - 3     | FC Encamp                |
| Casa Estrella del Benfica | 4 - 1     | FC Santa Coloma B        |
| FC Lusitanos B            | 2 - 0     | Sporting Club d'Escaldes |

## Secondo turno
Gli incontri si disputarono il 5 febbraio 2006.
| Squadra 1                 | Risultato | Squadra 2               |
| ------------------------- | --------- | ----------------------- |
| FC Encamp                 | 3 - 4     | Inter Club d'Escaldes   |
| Casa Estrella del Benfica | 2 - 3     | Atlètic Club d'Escaldes |
| FC Lusitanos B            | 0 - 2     | UE Extremenya           |
| UE Engordany              | 2 - 1     | CE Principat            |

## Quarti di finale
Gli incontri si disputarono il 7 maggio 2006.
| Squadra 1               | Risultato | Squadra 2       |
| ----------------------- | --------- | --------------- |
| Inter Club d'Escaldes   | 2 - 3     | FC Rànger's     |
| Atlètic Club d'Escaldes | 6 - 7 dr  | FC Lusitanos    |
| UE Extremenya           | 0 - 3     | FC Santa Coloma |
| UE Engordany            | 0 - 5     | UE Sant Julià   |

## Semifinale
Gli incontri si disputarono il 10 maggio 2006.
| Squadra 1       | Risultato | Squadra 2     |
| --------------- | --------- | ------------- |
| FC Rànger's     | 4 - 2 dr  | FC Lusitanos  |
| FC Santa Coloma | 1 - 0     | UE Sant Julià |

## Finale
La finale si giocò il 13 maggio 2006. Finì 1-1 dopo i tempi supplementari e il Santa Coloma vinse ai tiri di rigore.
| Aixovall 13 maggio 2006 | FC Santa Coloma | 5 – 3 | FC Rànger's | Estadi Comunal d'Aixovall |